# VBC Voléro Zürich
Volero Zürich ist ein Volleyballverein aus der Stadt Zürich. Er wurde 1973 gegründet. Die Heimspiele werden in der Sporthalle Im Birch in Oerlikon ausgetragen. Spezielle Begegnungen wie beispielsweise in der CEV Championsleague, werden in der Saalsporthalle Zürich ausgetragen. Der VBC Voléro Zürich zählt momentan rund 180 Aktivmitglieder, von denen 120 im Juniorenalter sind, und nimmt mit 15 Teams an den aktuellen Meisterschaften teil.

## Sportliche Erfolge
In den 1970er Jahren war die Männerabteilung äusserst erfolgreich. Die Mannschaft wurde 1977 Schweizer Meister sowie 1975 und 1978 Pokalsieger. Zudem wurde im Europäischen Meistercup das Viertelfinale erreicht. Im neuen Jahrtausend wurde der Frauenbereich entscheidend professionalisiert und eine Aktiengesellschaft gegründet. Daraus resultierten von 2005 bis 2018 dreizehn Doublegewinne. Weiter erfolgten zehn Teilnahmen an der Championsleague. Das Final Four Turnier der Champions League 2006/07 wurde im Zürcher Hallenstadion ausgetragen und fand dank internationalen Liveübertragungen grosse Beachtung. 2006 erhielt der VBC Voléro Zürich den Sportpreis der Stadt Zürich. 2015 und 2017 gewann man die Bronzemedaille bei der FIVB Klub-Weltmeisterschaft. Nach der Saison 2017/18, die erneut mit dem Meistertitel abgeschlossen wurde, zog sich Voléro aus der höchsten Schweizer Liga zurück, fusionierte mit dem französischen Verein Rocheville Le Cannet und nahm fortan unter dem neuen Namen Volero Le Cannet an der Französischen Liga teil. 2020 gab Voléro bekannt, in der Schweiz wieder ein Profiteam aufbauen zu wollen und den Wiederaufstieg in die höchste Liga anzustreben. Um direkt in der Nationalliga B einsteigen zu können, tat man sich mit dem VBC Züri Unterland zusammen. Als Trainerin wurde Svetlana Ilić verpflichtet. Der Aufstieg gelang schliesslich in der Saison 2021/22, nachdem es in der vorhergehenden Meisterschaft aufgrund der Covid-19-Pandemie keine Auf- und Absteiger gegeben hatte. In der Saison 2021/22 gewann Voléro zugleich den Schweizer Cup.
Erfolge der Volero-Frauen:
- 2004: Aufstieg in NLA
- 2005: Schweizer Meister, Cupsieger
- 2005: Sportpreis der Stadt Zürich
- 2006: Schweizer Meister und Cupsieger
- 2007: 4. Platz in der CEV Champions League
- 2007: Schweizer Meister, Cupsieger, Supercup
- 2007: 1. Platz am Women’s Top Volley Basel
- 2008: Schweizer Meister, Cupsieger
- 2008: 5. Platz in der CEV Champions League
- 2009: 2. Rang U21 Inter A SM
- 2009: 3. Rang Schweizer Meisterschaft
- 2010: 3. Rang U21 Inter A SM
- 2010: Schweizer Meister, Cupsieger, Supercup
- 2010: 1. Platz am Women’s Top Volley Basel
- 2011: 2. Rang U22 Inter A SM
- 2011: 5. Platz in der CEV Champions League
- 2011: Schweizer Meister, Cupsieger
- 2012: 9. Platz in der CEV Champions League
- 2012: Schweizer Meister, Cupsieger
- 2013: Schweizer Meister, Cupsieger
- 2013: Gruppenphase in der CEV Champions League
- 2013: 4. Platz in der FIVB Klubweltmeisterschaft
- 2014: Schweizer Meister, Cupsieger
- 2014: 5. Platz in der CEV Champions League
- 2014: 4. Platz in der FIVB Klubweltmeisterschaft
- 2015: Schweizer Meister, Cupsieger
- 2015: 3. Platz in der FIVB Klubweltmeisterschaft
- 2016: Schweizer Meister, Cupsieger
- 2016: 5. Platz in der CEV Champions League
- 2017: Schweiz Meister, Cupsieger
- 2017: 5. Platz in der CEV Champions League
- 2017: 3. Platz in der FIVB Klubweltmeisterschaft
- 2018: Schweiz Meister, Cupsieger
- 2018: 5. Platz in der CEV Champions League
- 2022: Aufstieg NLA, Cupsieger